# Crunkcore

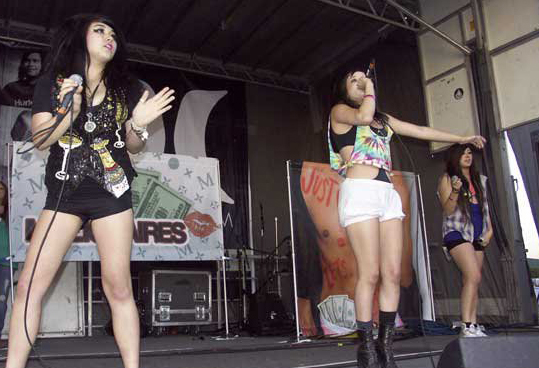
Le groupe Millionaires en 2011.

Le crunkcore, également appelé screamo crunk, punk crunk, et scrunk, est un genre musical mélangeant des éléments sonores du crunk et le style vocal du screamo,,,.

## Caractéristiques
Dans le journal The Boston Phoenix, la rédactrice et compositrice Jessica Hopper explique que l'émergence du crunkcore peut être retracée en 2005 lorsque Panic! at the Disco mixait de l'emo avec de la musique électronique. Bien que le crunkcore puisse faire usage de hurlements, certains groupes de crunkcore ne hurlent pas. Le cocréateur et CEO du Warped Tour, Kevin Lyman, considère le groupe 3OH!3 comme « un réel basculement pour le scrunk », et explique que « même si 3OH!3 ne hurle pas comme le font certains groupes de scrunk, il a été le premier groupe orienté emo à troquer ses instruments traditionnels contre des rythmes préprogrammés », tout en rappelant les éléments stylistiques de l'emo. Millionaires, un groupe qui ne fait pas usage de hurlements, est également crunkcore. D'une manière similaire, la chanson de Kesha, Your Love Is My Drug, est considérée comme du crunkcore.
Le Boston Phoenix décrit le crunkcore comme « un mélange de southern hip-hop minimaliste, de croons Auto-Tune, de breakdowns techno, de hurlements, et de poétique fêtez-puis-gerbez. » Inland Empire Weekly décrit le genre comme un mélange de « post-hardcore et de heavy metal avec du crunk. »

### Critique
The Boston Phoenix mentionne quelques critiques au style : « l'idée qu'une poignée de gamins puisse allier screamo et crunk, gangstérisme et mode emo, incite à la haine. » Le groupe brokeNCYDE est en particulier visé ; John McDonnell du Guardian qualifie brokeNCYDE de « ce qui pouvait arriver de pire dans la musique depuis Nine Million Bicycles de Katie Melua à Pékin. » Le fondateur d'AbsolutePunk, Jason Tate, explique que le retour de bâton contre le groupe est bien plus important que tout ce qu'il a pu voir en dix ans : « Ils sont si mauvais, et incarnent tout ce qui ne devrait pas exister dans la musique (et chez l'être humain). » Le chanteur Mikl du groupe connaît leur retour négatif dans la presse spécialisée, mais explique : « On se fout de ce que pensent les gens (...) Ils essayent de nous rabaisser, et pourtant on vend des tas d'albums et ça, grâce à nos fans dévoués. » La rédactrice Jessica Hopper critique également le groupe, mais le félicite pour son intérêt auprès des adolescents, expliquant « brokeNCYDE incarne tout ce que doit être un groupe à la culture pop contemporaine, ou tout ce qui intéresse un adolescent... on a presque tout à la fois. »

## Groupes notables
Les groupes considérés crunkcore incluent 3OH!3,,, Brokencyde, Family Force 5, Hollywood Undead, Blood on the Dance Floor, et Millionaires,.